# World Cup 2000 (Tischtennis)
| 1999 ← World Cup → 2001 | 1999 ← World Cup → 2001        | 1999 ← World Cup → 2001 |
| ----------------------- | ------------------------------ | ----------------------- |
|                         | Männer                         | Frauen                  |
| Datum                   | 12.10.–15.10.                  | 28.01.–30.01.           |
| Ort                     | Hangzhou                       | Phnom Penh              |
| Auflage                 | 21                             | 4                       |
| Sieger                  | Ma Lin Kim Taek-soo Wang Liqin | Li Ju Wang Nan Sun Jin  |

Der Tischtennis-World Cup 2000 fand für die Männer in seiner 21. Austragung vom 12. bis 15. Oktober im chinesischen Hangzhou und für die Frauen – nach einer Unterbrechung im Jahr 1999 – in seiner 4. Austragung vom 28. bis 30. Januar im kambodschanischen Phnom Penh statt. Gold ging an Ma Lin und Li Ju aus China.

## Modus
An jedem Wettbewerb nahmen 16 Sportler teil, die auf vier Gruppen mit je vier Sportlern aufgeteilt wurden. Die Gruppenersten und -zweiten rückten in die im K.o.-Modus ausgetragene Hauptrunde vor. Die Halbfinal-Verlierer trugen ein Spiel um Platz 3 aus. Gespielt wurde in der Gruppenphase mit zwei Gewinnsätzen, danach (außer im Spiel um Platz 3 bei den Männern) mit drei Gewinnsätzen.
Laut Beschluss des ITTF-Kongresses während der WM 2000 wird bei den Herren die bisherige Zählweise – ein Satz geht bis 21 – probeweise geändert: Die Entscheidungssätze werden bis 11 ausgetragen.

## Teilnehmer
| Platz | Männer            | TN | Frauen             | TN |
| ----- | ----------------- | -- | ------------------ | -- |
| 1     | Ma Lin            | 2  | Li Ju              | 3  |
| 2     | Kim Taek-soo      | 9  | Wang Nan           | 3  |
| 3     | Wang Liqin        | 2  | Sun Jin            | 1  |
| 4     | Jean-Michel Saive | 11 | Chen Jing          | 2  |
| 5     | Jörgen Persson    | 9  | Suk Eun-mi         | 1  |
| 5     | Peter Karlsson    | 5  | Tamara Boroš       | 1  |
| 5     | Chiang Peng-Lung  | 2  | Ryu Ji-hae         | 3  |
| 5     | Zoran Primorac    | 8  | Ni Xialian         | 4  |
| 9     | Kong Linghui      | 7  | Gao Jun            | 1  |
| 9     | Wladimir Samsonow | 5  | Geng Lijuan        | 4  |
| 9     | Werner Schlager   | 2  | Jian Fang Lay      | 1  |
| 9     | Jan-Ove Waldner   | 16 | Jing Tian-Zörner   | 2  |
| 13    | Simon Gerada      | 1  | Choun Tha          | 1  |
| 13    | Hugo Hoyama       | 7  | Keo Vanny          | 1  |
| 13    | El-Sayed Lashin   | 1  | Olufunke Oshonaike | 1  |
| 13    | Khoa Dinh Nguyen  | 1  | Sofija Tepes       | 1  |

## Männer

### Gruppenphase

#### Gruppe 1
|                  | Ergebnis |                  |
| ---------------- | -------- | ---------------- |
| Zoran Primorac   | 2:1      | Chiang Peng-Lung |
| Zoran Primorac   | 2:0      | Kong Linghui     |
| Zoran Primorac   | 2:0      | Hugo Hoyama      |
| Chiang Peng-Lung | 2:0      | Kong Linghui     |
| Chiang Peng-Lung | 2:0      | Hugo Hoyama      |
| Kong Linghui     | 2:0      | Hugo Hoyama      |

| Platz | Spieler          | Spiele | Sätze | Punkte |
| ----- | ---------------- | ------ | ----- | ------ |
| 1     | Zoran Primorac   | 3      | 6:1   | 6      |
| 2     | Chiang Peng-Lung | 3      | 5:2   | 5      |
| 3     | Kong Linghui     | 3      | 2:4   | 4      |
| 4     | Hugo Hoyama      | 3      | 0:6   | 3      |

#### Gruppe 2
|                   | Ergebnis |                   |
| ----------------- | -------- | ----------------- |
| Wang Liqin        | 2:0      | Jean-Michel Saive |
| Wang Liqin        | 2:0      | Werner Schlager   |
| Wang Liqin        | 2:0      | Khoa Dinh Nguyen  |
| Jean-Michel Saive | 2:0      | Werner Schlager   |
| Jean-Michel Saive | 2:0      | Khoa Dinh Nguyen  |
| Werner Schlager   | 2:0      | Khoa Dinh Nguyen  |

| Platz | Spieler           | Spiele | Sätze | Punkte |
| ----- | ----------------- | ------ | ----- | ------ |
| 1     | Wang Liqin        | 3      | 6:0   | 6      |
| 2     | Jean-Michel Saive | 3      | 4:2   | 5      |
| 3     | Werner Schlager   | 3      | 2:4   | 4      |
| 4     | Khoa Dinh Nguyen  | 3      | 0:6   | 3      |

#### Gruppe 3
|                    | Ergebnis |                                              |
| ------------------ | -------- | -------------------------------------------- |
| Kim Taek-soo       | 2:1      | Jörgen Persson                               |
| Kim Taek-soo       | 2:1      | Uladsimir Samsonau (engl. Vladimir Samsonov) |
| Kim Taek-soo       | 2:0      | El-Sayed Lashin                              |
| Jörgen Persson     | 2:1      | Uladsimir Samsonau                           |
| Jörgen Persson     | 2:0      | El-Sayed Lashin                              |
| Uladsimir Samsonau | 2:0      | El-Sayed Lashin                              |

| Platz | Spieler                                      | Spiele | Sätze | Punkte |
| ----- | -------------------------------------------- | ------ | ----- | ------ |
| 1     | Kim Taek-soo                                 | 3      | 6:2   | 6      |
| 2     | Jörgen Persson                               | 3      | 5:3   | 5      |
| 3     | Uladsimir Samsonau (engl. Vladimir Samsonov) | 3      | 4:4   | 4      |
| 4     | El-Sayed Lashin                              | 3      | 0:6   | 3      |

#### Gruppe 4
|                 | Ergebnis |                 |
| --------------- | -------- | --------------- |
| Ma Lin          | 2:0      | Peter Karlsson  |
| Ma Lin          | 2:0      | Jan-Ove Waldner |
| Ma Lin          | 2:0      | Simon Gerada    |
| Peter Karlsson  | 2:1      | Jan-Ove Waldner |
| Peter Karlsson  | 2:0      | Simon Gerada    |
| Jan-Ove Waldner | 2:0      | Simon Gerada    |

| Platz | Spieler         | Spiele | Sätze | Punkte |
| ----- | --------------- | ------ | ----- | ------ |
| 1     | Ma Lin          | 3      | 6:0   | 6      |
| 2     | Peter Karlsson  | 3      | 4:3   | 5      |
| 3     | Jan-Ove Waldner | 3      | 3:4   | 4      |
| 4     | Simon Gerada    | 3      | 0:6   | 3      |

### Hauptrunde
|  | Viertelfinale     | Viertelfinale |                   |            | Halbfinale        | Halbfinale |  |  | Finale | Finale |
|  |                   |               |                   |            |                   |            |  |  |        |        |
|  |                   |               |                   |            |                   |            |  |  |        |        |
|  | Jean-Michel Saive | 3             |                   |            |                   |            |  |  |        |        |
|  | Jean-Michel Saive | 3             |                   |            |                   |            |  |  |        |        |
|  | Zoran Primorac    | 1             |                   |            |                   |            |  |  |        |        |
|  | Zoran Primorac    | 1             | Jean-Michel Saive | 0          |                   |            |  |  |        |        |
|  |                   |               | Jean-Michel Saive | 0          |                   |            |  |  |        |        |
|  |                   | Kim Taek-soo  | 3                 |            |                   |            |  |  |        |        |
|  | Peter Karlsson    | Kim Taek-soo  | 3                 | 1          |                   |            |  |  |        |        |
|  | Peter Karlsson    |               |                   | 1          |                   |            |  |  |        |        |
|  | Kim Taek-soo      | 3             |                   |            |                   |            |  |  |        |        |
|  |                   |               | Kim Taek-soo      | 0          |                   |            |  |  |        |        |
|  |                   |               |                   | Ma Lin     | 3                 |            |  |  |        |        |
|  | Ma Lin            | 3             |                   |            |                   |            |  |  |        |        |
|  | Jörgen Persson    | 1             |                   |            |                   |            |  |  |        |        |
|  | Jörgen Persson    | 1             | Ma Lin            | 3          |                   |            |  |  |        |        |
|  |                   |               | Ma Lin            | 3          | Spiel um Platz 3  |            |  |  |        |        |
|  |                   | Wang Liqin    | 0                 |            |                   |            |  |  |        |        |
|  | Chiang Peng-Lung  | Wang Liqin    | 0                 | 1          | Jean-Michel Saive | 1          |  |  |        |        |
|  | Chiang Peng-Lung  |               |                   | 1          | Jean-Michel Saive | 1          |  |  |        |        |
|  | Wang Liqin        | 3             |                   | Wang Liqin | 2                 |            |  |  |        |        |
|  | Wang Liqin        | 3             |                   |            | 2                 |            |  |  |        |        |
|  |                   |               |                   |            |                   |            |  |  |        |        |

## Frauen

### Gruppenphase

#### Gruppe 1
|            | Ergebnis |            |
| ---------- | -------- | ---------- |
| Wang Nan   | 2:0      | Ni Xialian |
| Wang Nan   | 2:0      | Gao Jun    |
| Wang Nan   | 2:0      | Choun Tha  |
| Ni Xialian | 2:1      | Gao Jun    |
| Ni Xialian | 2:0      | Choun Tha  |
| Gao Jun    | 2:0      | Choun Tha  |

| Platz | Spieler    | Spiele | Sätze | Punkte |
| ----- | ---------- | ------ | ----- | ------ |
| 1     | Wang Nan   | 3      | 6:0   | 6      |
| 2     | Ni Xialian | 3      | 4:3   | 5      |
| 3     | Gao Jun    | 3      | 3:4   | 4      |
| 4     | Choun Tha  | 3      | 0:6   | 3      |

#### Gruppe 2
|             | Ergebnis |             |
| ----------- | -------- | ----------- |
| Li Ju       | 2:0      | Ryu Ji-hae  |
| Li Ju       | 2:0      | Geng Lijuan |
| Li Ju       | 2:0      | Keo Vanny   |
| Ryu Ji-hae  | 2:-      | Geng Lijuan |
| Ryu Ji-hae  | 2:0      | Keo Vanny   |
| Geng Lijuan | 2:0      | Keo Vanny   |

| Platz | Spieler     | Spiele | Sätze | Punkte |
| ----- | ----------- | ------ | ----- | ------ |
| 1     | Li Ju       | 3      | 6:0   | 6      |
| 2     | Ryu Ji-hae  | 3      | 4:2   | 5      |
| 3     | Geng Lijuan | 2      | 2:4   | 3      |
| 4     | Keo Vanny   | 3      | 0:6   | 3      |

#### Gruppe 3
|               | Ergebnis |                    |
| ------------- | -------- | ------------------ |
| Chen Jing     | 2:0      | Tamara Boroš       |
| Chen Jing     | 2:0      | Jian Fang Lay      |
| Chen Jing     | 2:0      | Olufunke Oshonaike |
| Tamara Boroš  | 2:0      | Jian Fang Lay      |
| Tamara Boroš  | 2:0      | Olufunke Oshonaike |
| Jian Fang Lay | 2:0      | Olufunke Oshonaike |

| Platz | Spieler            | Spiele | Sätze | Punkte |
| ----- | ------------------ | ------ | ----- | ------ |
| 1     | Chen Jing          | 3      | 6:0   | 6      |
| 2     | Tamara Boroš       | 3      | 4:2   | 5      |
| 3     | Jian Fang Lay      | 3      | 2:4   | 4      |
| 4     | Olufunke Oshonaike | 3      | 0:6   | 3      |

#### Gruppe 4
|                  | Ergebnis |                  |
| ---------------- | -------- | ---------------- |
| Sun Jin          | 2:0      | Suk Eun-mi       |
| Sun Jin          | 2:1      | Jing Tian-Zörner |
| Sun Jin          | 2:0      | Sofija Tepes     |
| Suk Eun-mi       | 2:0      | Jing Tian-Zörner |
| Suk Eun-mi       | 2:0      | Sofija Tepes     |
| Jing Tian-Zörner | 2:0      | Sofija Tepes     |

| Platz | Spieler          | Spiele | Sätze | Punkte |
| ----- | ---------------- | ------ | ----- | ------ |
| 1     | Sun Jin          | 3      | 6:1   | 6      |
| 2     | Suk Eun-mi       | 3      | 4:2   | 5      |
| 3     | Jing Tian-Zörner | 3      | 3:4   | 4      |
| 4     | Sofija Tepes     | 3      | 0:6   | 3      |

### Hauptrunde
|  | Viertelfinale | Viertelfinale |           |           | Halbfinale       | Halbfinale |  |  | Finale | Finale |
|  |               |               |           |           |                  |            |  |  |        |        |
|  |               |               |           |           |                  |            |  |  |        |        |
|  | Wang Nan      | 3             |           |           |                  |            |  |  |        |        |
|  | Wang Nan      | 3             |           |           |                  |            |  |  |        |        |
|  | Tamara Boroš  | 2             |           |           |                  |            |  |  |        |        |
|  | Tamara Boroš  | 2             | Wang Nan  | 3         |                  |            |  |  |        |        |
|  |               |               | Wang Nan  | 3         |                  |            |  |  |        |        |
|  |               | Sun Jin       | 1         |           |                  |            |  |  |        |        |
|  | Ryu Ji-hae    | Sun Jin       | 1         | 0         |                  |            |  |  |        |        |
|  | Ryu Ji-hae    |               |           | 0         |                  |            |  |  |        |        |
|  | Sun Jin       | 3             |           |           |                  |            |  |  |        |        |
|  |               |               | Wang Nan  | 1         |                  |            |  |  |        |        |
|  |               |               |           | Li Ju     | 3                |            |  |  |        |        |
|  | Chen Jing     | 3             |           |           |                  |            |  |  |        |        |
|  | Ni Xialian    | 1             |           |           |                  |            |  |  |        |        |
|  | Ni Xialian    | 1             | Chen Jing | 0         |                  |            |  |  |        |        |
|  |               |               | Chen Jing | 0         | Spiel um Platz 3 |            |  |  |        |        |
|  |               | Li Ju         | 3         |           |                  |            |  |  |        |        |
|  | Suk Eun-mi    | Li Ju         | 3         | 1         | Sun Jin          | 3          |  |  |        |        |
|  | Suk Eun-mi    |               |           | 1         | Sun Jin          | 3          |  |  |        |        |
|  | Li Ju         | 3             |           | Chen Jing | 1                |            |  |  |        |        |
|  | Li Ju         | 3             |           |           | 1                |            |  |  |        |        |
|  |               |               |           |           |                  |            |  |  |        |        |

## Sonstiges
Mit 16 World-Cup-Teilnahmen verbesserte Jan-Ove Waldner seinen Rekord vom Vorjahr.